# Populierenvlekje
Het populierenvlekje (Arthonia excipienda) is een korstmos die behoort tot de familie Arthoniaceae. Het groeit op bomen. Het leeft in symbiose met alg Trentepohlia.

## Determinatie

### Uiterlijke kenmerken
De thallus van deze soort is vaak nauwelijks zichtbaar, soms begrensd door een bruine lijn. De apotheciën zijn klein, gebogen of soms vertakt, met verhoogde 'marges' naar een spleetvormige schijf die soms uitbreidt in oude apothecia. In diameter zijn ze 40–50 μm hoog, met een goed ontwikkelde laterale donkerbruine excipulum-achtige zone. Het epithecium is bleekbruin of olijfkleurig, het hymenium kleurloos, en het hypothecium is vaak onduidelijk en kleurloos. Pycnidiën worden niet aangetroffen.

### Microscopische kenmerken
De ascosporen zijn obovoid, 1-septaat, en kleurloos, met afmetingen van 15–17 (–18) × 5–7 μm. Parafysen zijn talrijk en dun, zonder pigment bovenaan.

## Verspreiding
In Nederland komt populierenvlekje het zeer zeldzaam voor. Het staat op de rode lijst in de categorie 'gevoelig'.